# 11050 Messiaen
A 11050 Messiaen (ideiglenes jelöléssel 1990 TE7) a Naprendszer kisbolygóövében található aszteroida. Freimut Börngen és Lutz D. Schmadel fedezte fel 1990. október 13-án.
Nevét Olivier Messiaen (1908–1992) francia zeneszerző után kapta.